# Nick Moloney
Nick Moloney, né le 5 mai 1968 à Melbourne, Australie, est un navigateur et skipper professionnel australien.

## Biographie
Il commence sa carrière comme coéquipier lors de deux coupes de l'América en 1992 et 1995 aux côtés de John Bertrand. Lors de la Coupe Louis-Vuitton à San Diego le 5 mars 1995 le bateau australien One Australia coule au cours du quatrième round.
Il effectue son premier tour du monde en 1997/1998, toujours en équipage, lors de la Whitbread Round the World Race avec Dennis Conner comme skipper sur le bateau américain Toshiba.
En 1998, il devient le premier a traverser le Détroit de Bass en planche à voile en reliant l'Australie à la Tasmanie en 22 heures.
En 2001 , il gagne l'EDS Atlantic Challenge sur Kingfisher avec Ellen MacArthur qui a barré le bateau lors des trois premières étapes. la même année 3e de la Transat Jacques-Vabre en classe IMOCA sur Kingfisher (Casto-Darty-But).
2002 est encore une année faste pour Nick avec le record du Trophée Jules-Verne sur le catamaran Orange barré par Bruno Peyron améliorant le précédent record de plus d'une semaine, en 64 j 8 h 37 min. Il gagne ensuite la Route du Rhum  en classe 2 monocoques sur Ashfield Healthcare.
En 2004 il prend le départ du Vendée Globe 2004-2005 (dont il est un outsider) Skandia. Très vite, la course "est devenue un combat" et les galères se sont enchaînées pour l'Australien. Le coup de grâce intervient le 26 janvier 2005 lors de la remontée vers Les Sables-d'Olonne, le skipper perd sa quille et se voit contraint de renoncer à la compétition. Il laisse son bateau en réparation au Brésil, puis il revient le chercher plusieurs mois après, pour terminer son tour du monde,.
A 52 ans Nick annonce vouloir participer aux qualifications australiennes pour les Jeux olympiques d'été de 2024 de Paris

## Palmarès
- 1992
  - Eliminé de la Coupe Louis-Vuitton avec le team Australia
- 1995
  - Battu en finale de la Coupe Louis-Vuitton à bord de One Australia représentant Southern Cross Yacht Club (Austalie)
- 1996-1997
  - 7e de la Whitbread Round the World Race sur Toshiba barré par Dennis Conner
- 1997
  - 1re de Sydney-Hobart
- 1998
  - Record de la traversée du Détroit de Bass en planche à voile en 22 heures
- 2000-2001
  - Abandon dans The Race équipier sur PlayStation barré par Steve Fossett[8]
- 2001
  - 1er de l'EDS Atlantic Challenge sur Kingfisher avec Ellen MacArthur
  - 3e de la Transat Jacques-Vabre en classe IMOCA sur Casto-Darty-But en duo avec Mark Turner

- 2002

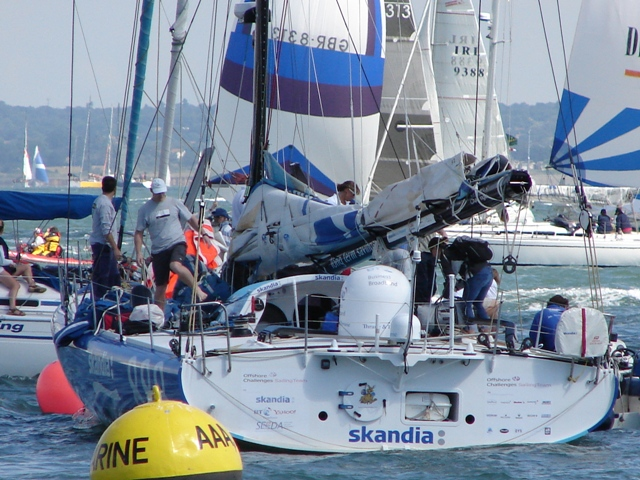
Skandia, Fastnet 2005

  - Record du Trophée Jules-Verne sur le catamaran Orange barré par Bruno Peyron
  - 1er Route du Rhum  en classe 2 monocoques sur Ashfield Healthcare.
- 2003
  - 5e du Défi Atlantique sur Team Cowes
  - 6e  de la Transat Jacques-Vabre en classe IMOCA sur Team Cowes avec Samantha Davies[9]
- 2004
  - 4e de la Transat anglaise en classe IMOCA sur Skandia
- 2005
  - Abandon dans le Vendée Globe sur Skandia
- 2008
  - 6e de l'iShares Cup sur l'Extreme 40 BT[10]
- 2009
  - 6e de l'iShares Cup sur l'Extreme 40 BT[11]

## Ouvrages
(en) Nick Moloney, Chasing the Dawn: Capturing the Trophee Jules Verne, Navigator Guides, 17 mai 2004, 192 p. (ISBN 978-1903872086).

## Réalisateur cinéma
Il réalise un documentaire Wild Colonial Boy sorti en Australie le 10 mars 2000 dont le tournage a eu lieu en Bretagne et à Gijon en Espagne. racontant la préparation à une traversée de l'Atlantique.